# Apex (Carolina do Norte)
Apex é uma cidade  localizada no estado norte-americano de Carolina do Norte, no Condado de Wake.

## Demografia
Segundo o censo norte-americano de 2000, a sua população era de 20.212 habitantes. 
Em 2006, foi estimada uma população de 30.208, um aumento de 9996 (49.5%).

## Geografia
De acordo com o United States Census Bureau, a localidade tem uma área de 27,5 km², dos quais 27,3 km² cobertos por terra e 0,2 km² cobertos por água. Apex localiza-se a aproximadamente 110 m acima do nível do mar.

## Localidades na vizinhança
O diagrama seguinte representa as localidades num raio de 24 km ao redor de Apex. 